# フアン・アラウホ
フアン・アラウホ・ピノ（Juan Araujo Pino、1920年11月24日 - 2002年11月4日）は、スペイン・アンダルシア州ラ・カロリナ出身の元サッカー選手。現役時代のポジションはフォワード。

## 略歴
セビージャFCのカンテラで育成され、1945-46シーズンにトップチームデビュー。デビュー後すぐにレギュラーへ定着し、以降10シーズン近くに渡ってストライカーとして得点を量産した。テクニックは十分であるとは言えなかったものの、類稀なる身体能力とトリックプレーを武器に活躍したが、スペイン代表には縁がなく、1950 FIFAワールドカップで予選敗退を味わった際にはアラウホを招集すべきだったというメディアが多くを占めていた。セビージャFCでは公式戦通算242試合に出場し、159得点を挙げた。

## タイトル

### クラブ
セビージャFC
- プリメーラ・ディビシオン : 1回 (1945-46)
- コパ・デル・レイ : 1回 (1947-48)

### 個人
- セグンダ・ディビシオン得点王 : 2回 (1943-44, 1944-45)